# Neuville-sur-Ornain
Pour les articles homonymes, voir Neuville et Ornain.
Neuville-sur-Ornain est une commune française située dans le département de la Meuse, en région Grand Est.

## Géographie
Commune se situant au sud-ouest du département de la Meuse, au bord de la rivière Ornain, un affluent de la Marne. Ce village est situé dans la vallée, entre au nord Laimont, et sur l'autre hauteur, Vassincourt. Climat semi-continental.
Le territoire de la commune est limitrophe de 4 communes.
|                    | Laimont             |                              |
| Revigny-sur-Ornain | Neuville-sur-Ornain | Val-d'Ornain (Bussy-la-Côte) |
|                    | Vassincourt         | Val-d'Ornain (Mussey)        |

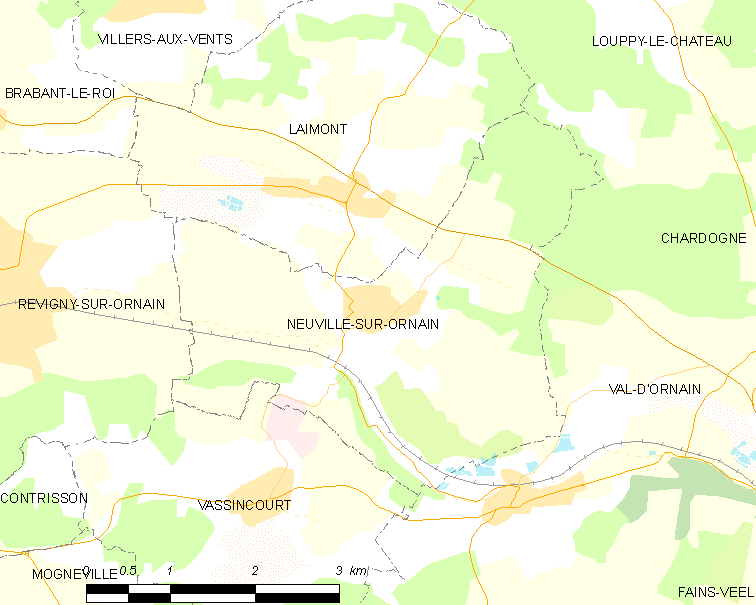
Carte de la commune.
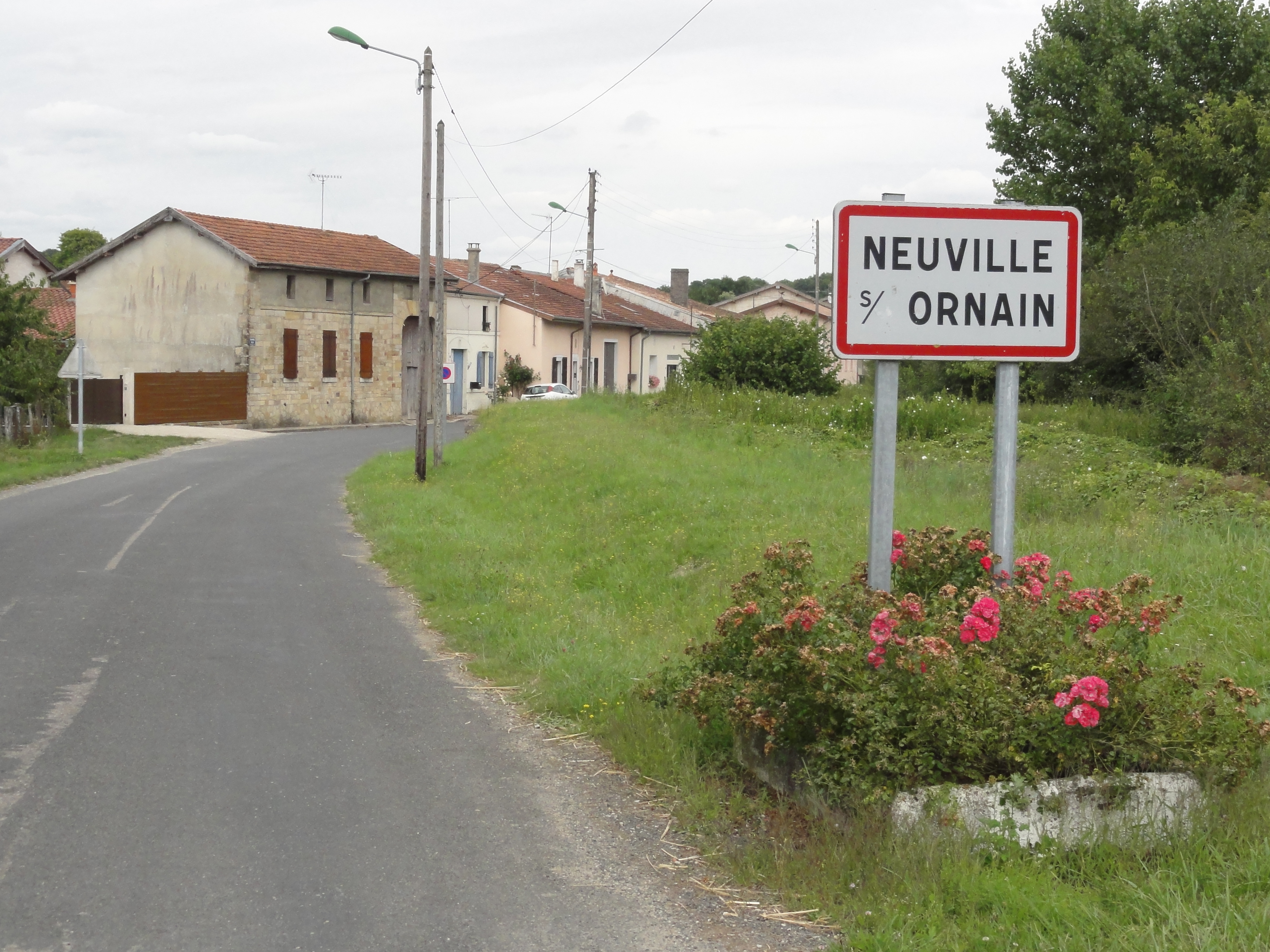
Entrée de Neuville-sur-Ornain.
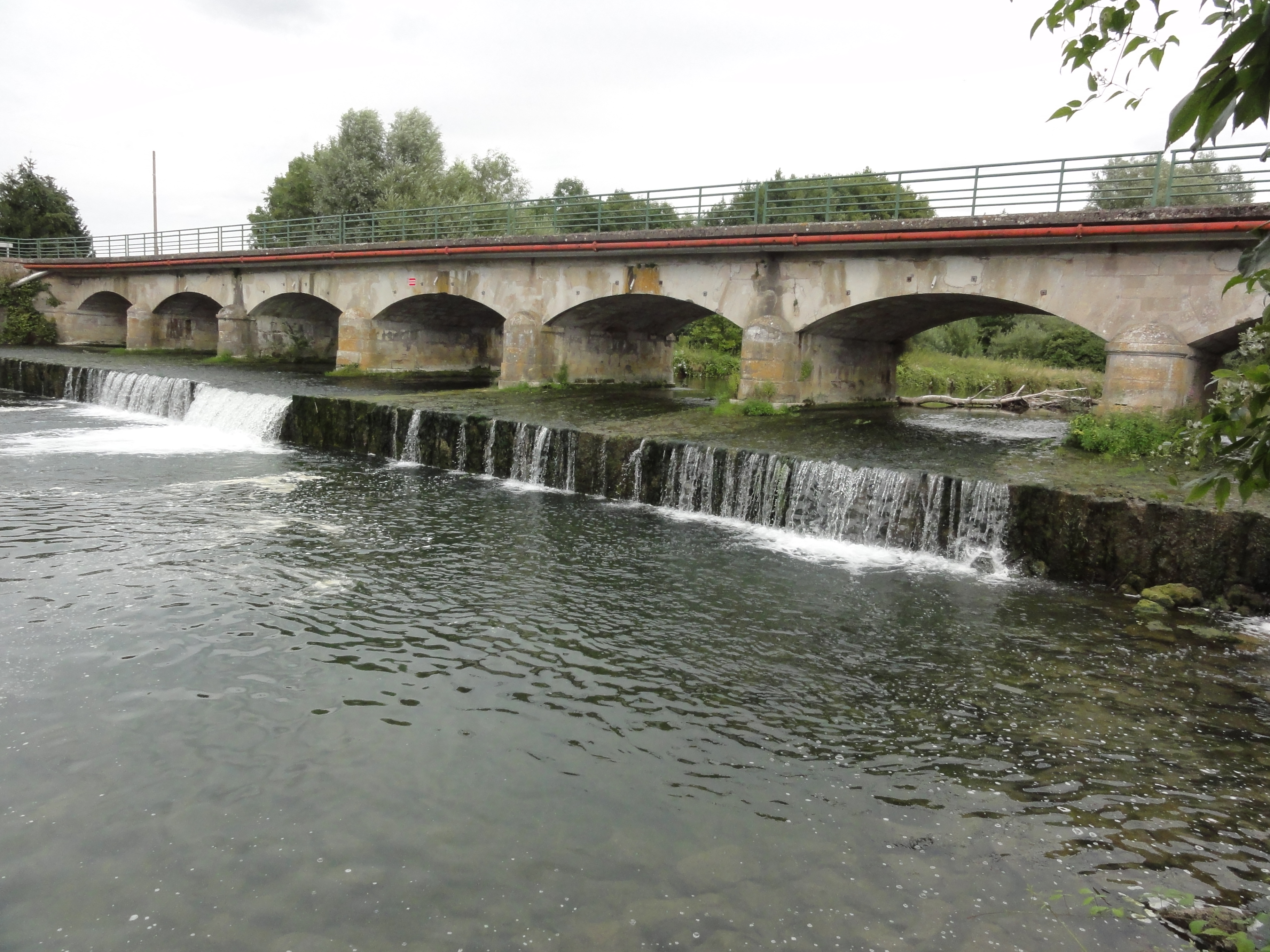
L'Ornain, le pont, avant arasement du radier en 2024[1],[2].
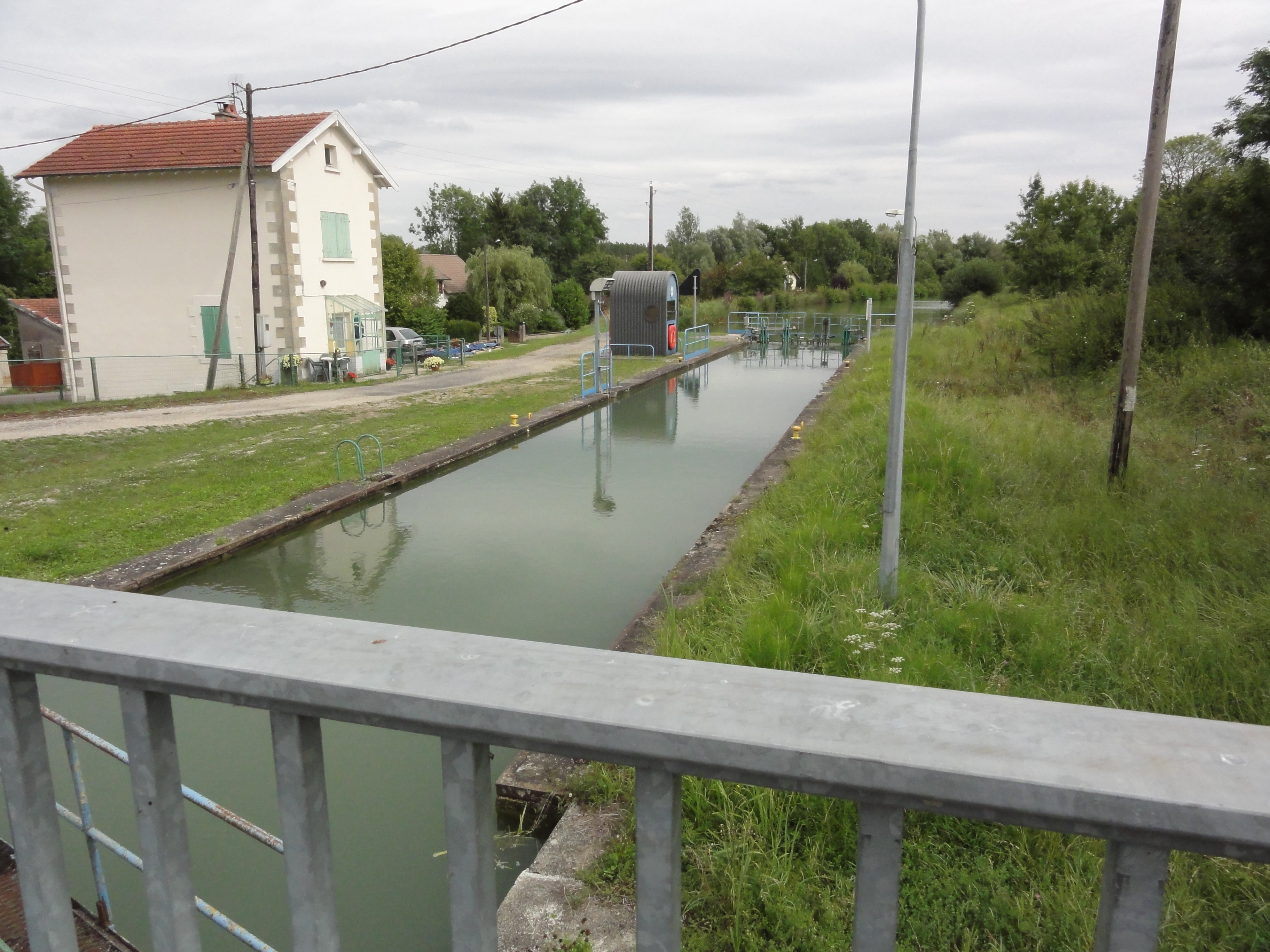
Canal de la Marne au Rhin, l'écluse.

### Hydrographie
La commune est dans la région hydrographique « la Seine de sa source au confluent de l'Oise (exclu) » au sein du bassin Seine-Normandie. Elle est drainée par l'Ornain, le canal de la Marne au Rhin, le Nappont, divers bras de l'Ornain et divers autres petits cours d'eau,.
L'Ornain, d'une longueur de 116 km, prend sa source dans la commune de Grand et se jette  dans la Saulx à Étrepy, après avoir traversé 36 communes. Les caractéristiques hydrologiques de l'Ornain sont données par la station hydrologique située sur la commune de Val-d'Ornain. Le débit moyen mensuel est de 11 m3/s. Le débit moyen journalier maximum est de 147 m3/s, atteint lors de la crue du 22 décembre 1993. Le débit instantané maximal est quant à lui de 151 m3/s, atteint le 21 décembre 1993.
Le canal de la Marne au Rhin, long de 293 km et 178 écluses à l'origine, relie la Marne (à Vitry-le-François) au Rhin (à Strasbourg). Par le canal latéral de la Marne, il est connecté au réseau navigable de la Seine vers l'Île-de-France et la Normandie. 

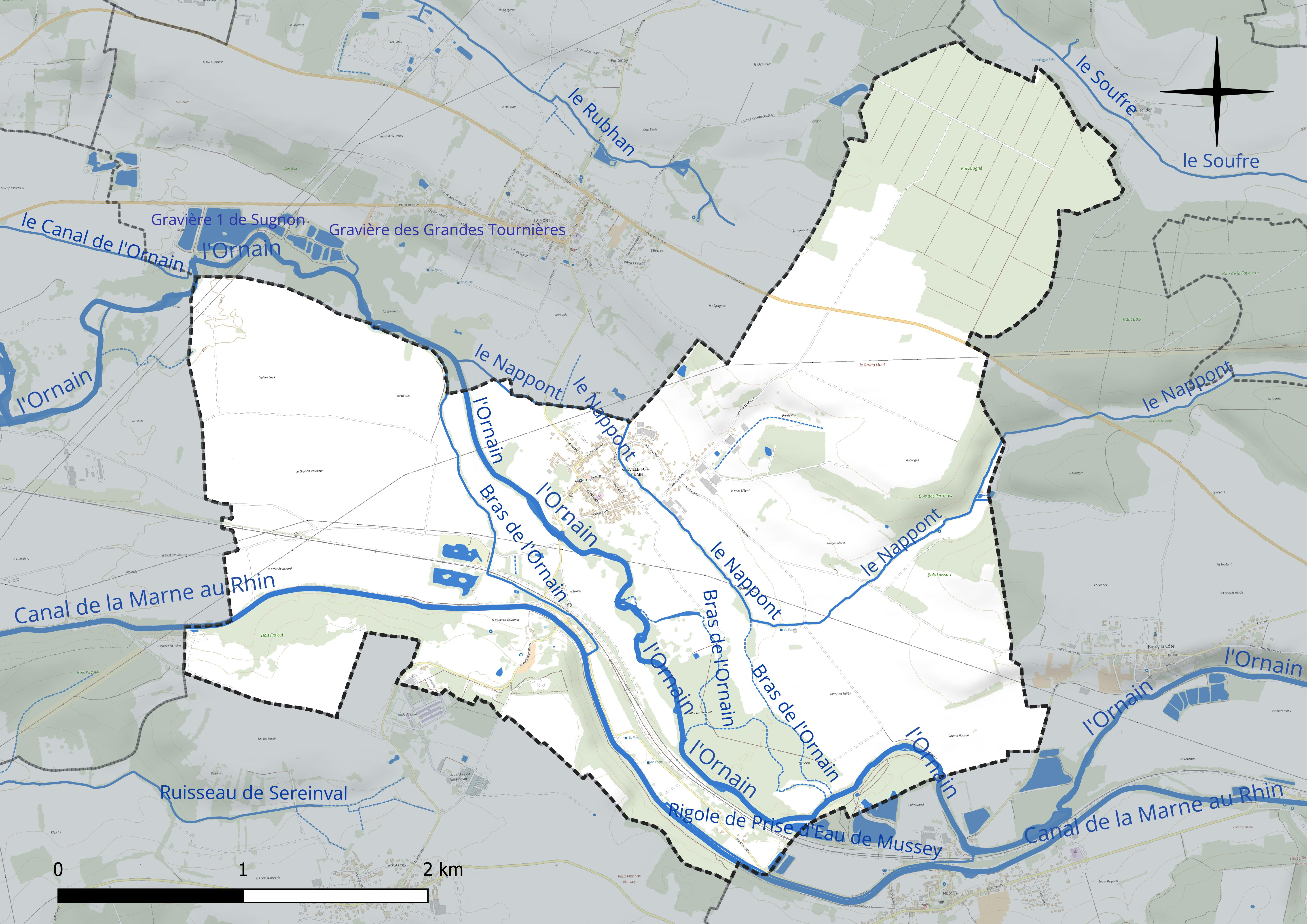
Réseau hydrographique de Neuville-sur-Ornain.

Un plan d'eau complète le réseau hydrographique : la ballastière du Pré Vassard, d'une superficie totale de 4,3 ha (0,4 ha sur la commune),.

### Climat
Pour des articles plus généraux, voir Climat du Grand Est et Climat de la Meuse.
En 2010, le climat de la commune est de type climat des marges montargnardes, selon une étude du Centre national de la recherche scientifique s'appuyant sur une série de données couvrant la période 1971-2000. En 2020, Météo-France publie une typologie des climats de la France métropolitaine dans laquelle la commune est exposée à un climat océanique altéré et est dans la région climatique  Lorraine, plateau de Langres, Morvan, caractérisée par un hiver rude (1,5 °C), des vents modérés et des brouillards fréquents en automne et hiver. 
Pour la période 1971-2000, la température annuelle moyenne est de 10 °C, avec une amplitude thermique annuelle de 15,8 °C. Le cumul annuel moyen de précipitations est de 934 mm, avec 13,6 jours de précipitations en janvier et 9,2 jours en juillet. Pour la période 1991-2020, la température moyenne annuelle observée sur la station météorologique de Météo-France la plus proche, « Vassincourt », sur la commune de Vassincourt à 3 km à vol d'oiseau, est de 11,4 °C et le cumul annuel moyen de précipitations est de 871,0 mm. 
La température maximale relevée sur cette station est de 41,7 °C, atteinte le 24 juillet 2019 ; la température minimale est de −17,4 °C, atteinte le 20 décembre 2009,,. 
Les paramètres climatiques de la commune ont été estimés pour le milieu du siècle (2041-2070) selon différents scénarios d'émission de gaz à effet de serre à partir des nouvelles projections climatiques de référence DRIAS-2020. Ils sont consultables sur un site dédié publié par Météo-France en novembre 2022.

## Urbanisme

### Typologie
Au 1er janvier 2024, Neuville-sur-Ornain est catégorisée commune rurale à habitat dispersé, selon la nouvelle grille communale de densité à sept niveaux définie par l'Insee en 2022.
Elle est située hors unité urbaine. Par ailleurs la commune fait partie de l'aire d'attraction de Bar-le-Duc, dont elle est une commune de la couronne,. Cette aire, qui regroupe 86 communes, est catégorisée dans les aires de 50 000 à moins de 200 000 habitants,.

### Occupation des sols
L'occupation des sols de la commune, telle qu'elle ressort de la base de données européenne d’occupation biophysique des sols Corine Land Cover (CLC), est marquée par l'importance des territoires agricoles (68,3 % en 2018), en diminution par rapport à 1990 (72,3 %). La répartition détaillée en 2018 est la suivante : 
terres arables (51,3 %), forêts (21,4 %), prairies (16,9 %), milieux à végétation arbustive et/ou herbacée (6,2 %), zones urbanisées (3,7 %), zones industrielles ou commerciales et réseaux de communication (0,4 %). L'évolution de l’occupation des sols de la commune et de ses infrastructures peut être observée sur les différentes représentations cartographiques du territoire : la carte de Cassini (XVIIIe siècle), la carte d'état-major (1820-1866) et les cartes ou photos aériennes de l'IGN pour la période actuelle (1950 à aujourd'hui).

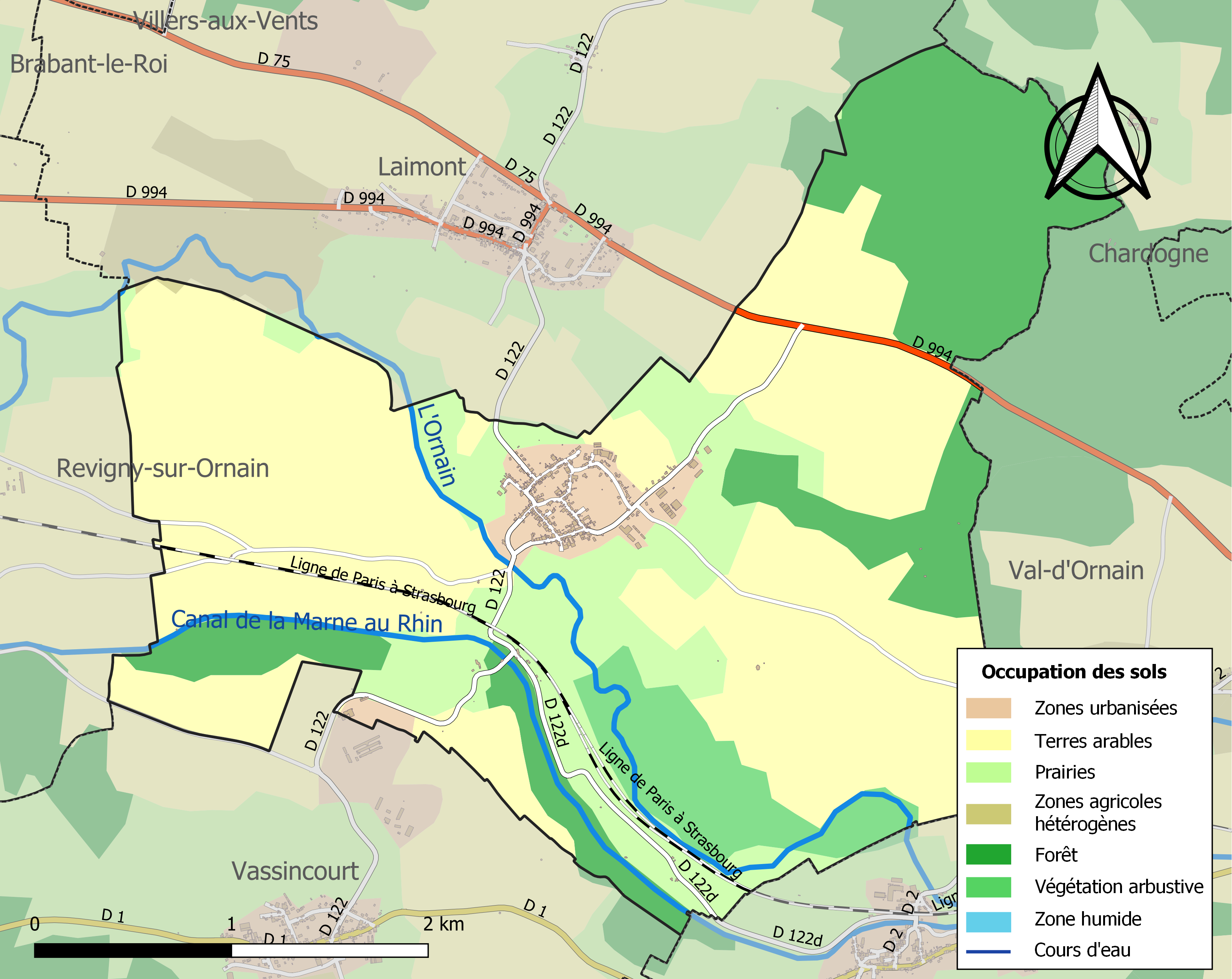
Carte des infrastructures et de l'occupation des sols de la commune en 2018 (CLC).

## Toponymie
Le nom de la localité est attesté sous les formes Novavilla in Barrensi comitatu (962) ; Nova-villa in Barrensi comitatu (962) ; Novavilla (992) ; Villa-in-Campis (1163) ; Nova-villa (1217) ; Novilla (1220) ; Nueuville-sor-Ourne (1275) ; Neufville (1330) ; Novilla-supra-Ornam, Novavilla-supra-Ornam (1402) ; Neuf-ville-sur-Orne (1575) ; Neuville-sur-Orney (1700) ; Nova-villa-ad-Ornam (1711) ; Neuve-ville-sur-Orne (1711).

C'est en 1926, que par décret, le nom de la commune Neuville-sur-Orne devient officiellement Neuville-sur-Ornain.
L'Ornain est une rivière du Nord-Est de la France. Affluent de la Saulx, l'Ornain prend sa source au sud de Gondrecourt-le-Château et se jette dans la Saulx en rive droite, à Étrepy.

## Histoire
En 1285, un certain Joffroi de Neuville, dont Jacques Bretel décrit le blason, est présent aux fêtes de Chauvency-le-Château données par le comte de Chiny et se distingue au cours d'une joute et dans la mêlée du tournoi.
Sous l'Ancien Régime, le gagnage de Vidampierre est confondu avec Neuville-sur-Ornain, souvent dénommé Neuville-sur-Orne.
Avant 1480, Jehan d'Ourches est seigneur du lieu.
Geoffroy de Neuville : 
Espaulars de Cais : 
Dans le tournoi de Chauvency, un héraut présente Joffroi de Neuville et fait l'éloge funèbre de son frère Épaulart.

## Politique et administration
| Période                                  | Période   | Identité            | Étiquette | Qualité |
| ---------------------------------------- | --------- | ------------------- | --------- | ------- |
| Les données manquantes sont à compléter. |           |                     |           |         |
| 1924                                     |           | Ephrem Aubert       |           |         |
| mars 2001                                | mars 2008 | Julien Vanhee       |           |         |
| mars 2008                                | mai 2020  | Jean-Louis Depaquis |           |         |
| mai 2020                                 | En cours  | Christophe Maginot  |           |         |

## Population et société

### Démographie
L'évolution du nombre d'habitants est connue à travers les recensements de la population effectués dans la commune depuis 1793. Pour les communes de moins de 10 000 habitants, une enquête de recensement portant sur toute la population est réalisée tous les cinq ans, les populations de référence des années intermédiaires étant quant à elles estimées par interpolation ou extrapolation. Pour la commune, le premier recensement exhaustif entrant dans le cadre du nouveau dispositif a été réalisé en 2008.

En 2022, la commune comptait 366 habitants, en évolution de +1,67 % par rapport à 2016 (Meuse : −4,4 %, France hors Mayotte : +2,11 %).
| 1793 | 1800 | 1806 | 1821 | 1831 | 1836 | 1841 | 1846 | 1851 |
| ---- | ---- | ---- | ---- | ---- | ---- | ---- | ---- | ---- |
| 621  | 710  | 771  | 769  | 915  | 986  | 944  | 874  | 868  |

| 1856 | 1861 | 1866 | 1872 | 1876 | 1881 | 1886 | 1891 | 1896 |
| ---- | ---- | ---- | ---- | ---- | ---- | ---- | ---- | ---- |
| 834  | 784  | 772  | 762  | 720  | 669  | 616  | 618  | 525  |

| 1901 | 1906 | 1911 | 1921 | 1926 | 1931 | 1936 | 1946 | 1954 |
| ---- | ---- | ---- | ---- | ---- | ---- | ---- | ---- | ---- |
| 501  | 501  | 471  | 389  | 582  | 405  | 410  | 414  | 481  |

| 1962 | 1968 | 1975 | 1982 | 1990 | 1999 | 2006 | 2008 | 2013 |
| ---- | ---- | ---- | ---- | ---- | ---- | ---- | ---- | ---- |
| 406  | 332  | 341  | 381  | 423  | 347  | 350  | 352  | 357  |

| 2018 | 2022 | - | - | - | - | - | - | - |
| ---- | ---- | - | - | - | - | - | - | - |
| 363  | 366  | - | - | - | - | - | - | - |

## Culture locale et patrimoine

### Lieux et monuments
- Église Saint-Martin de Neuville-sur-Ornain.
- Monument aux morts.
- Fontaine devant la mairie.
- Ancien lavoir publique, devenu salle des fêtes.
- Maison à pan de bois, située rue du Moulin,  Inscrit MH (1990)[28].

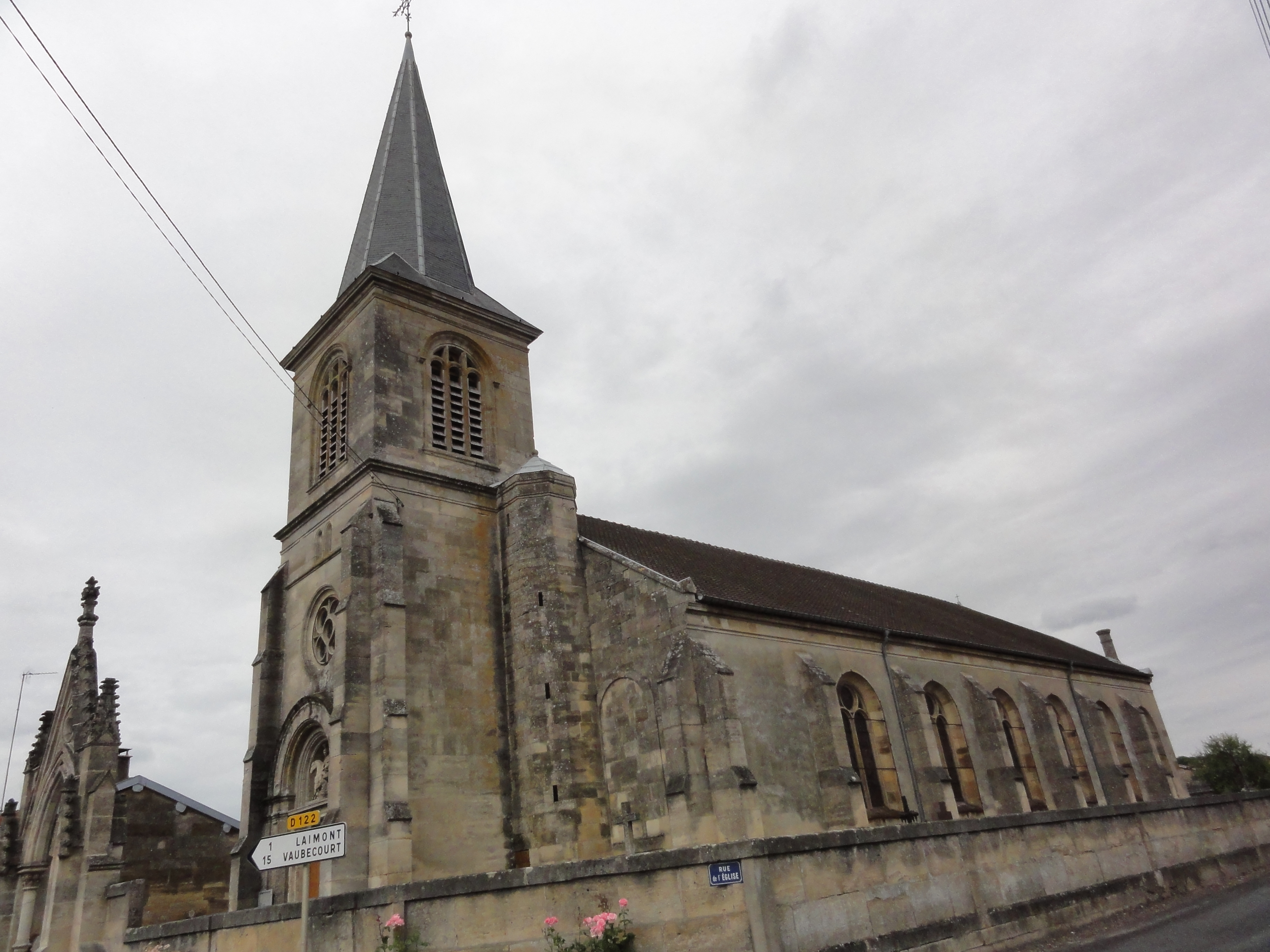
Église Saint-Martin.
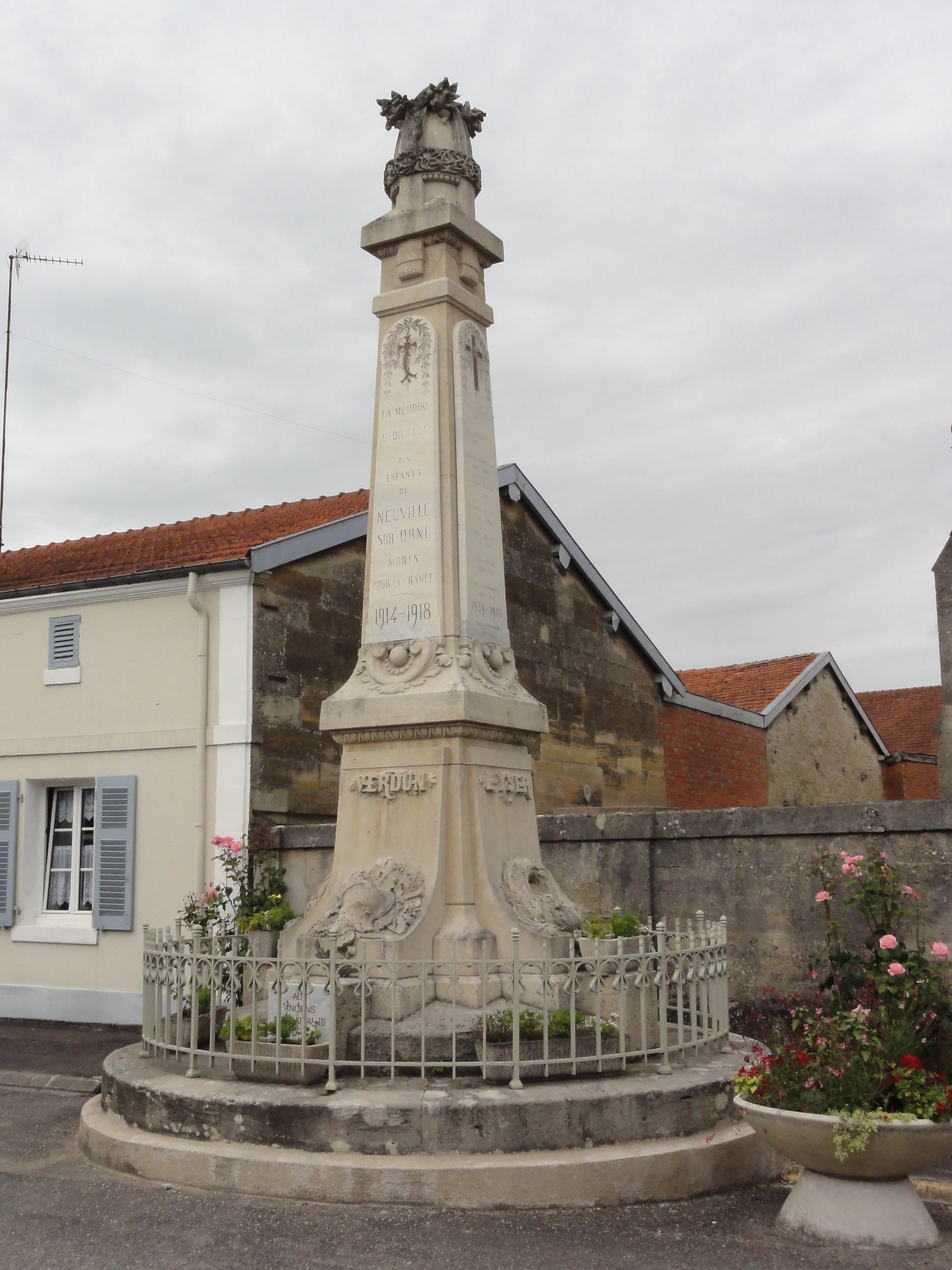
Monument aux morts.
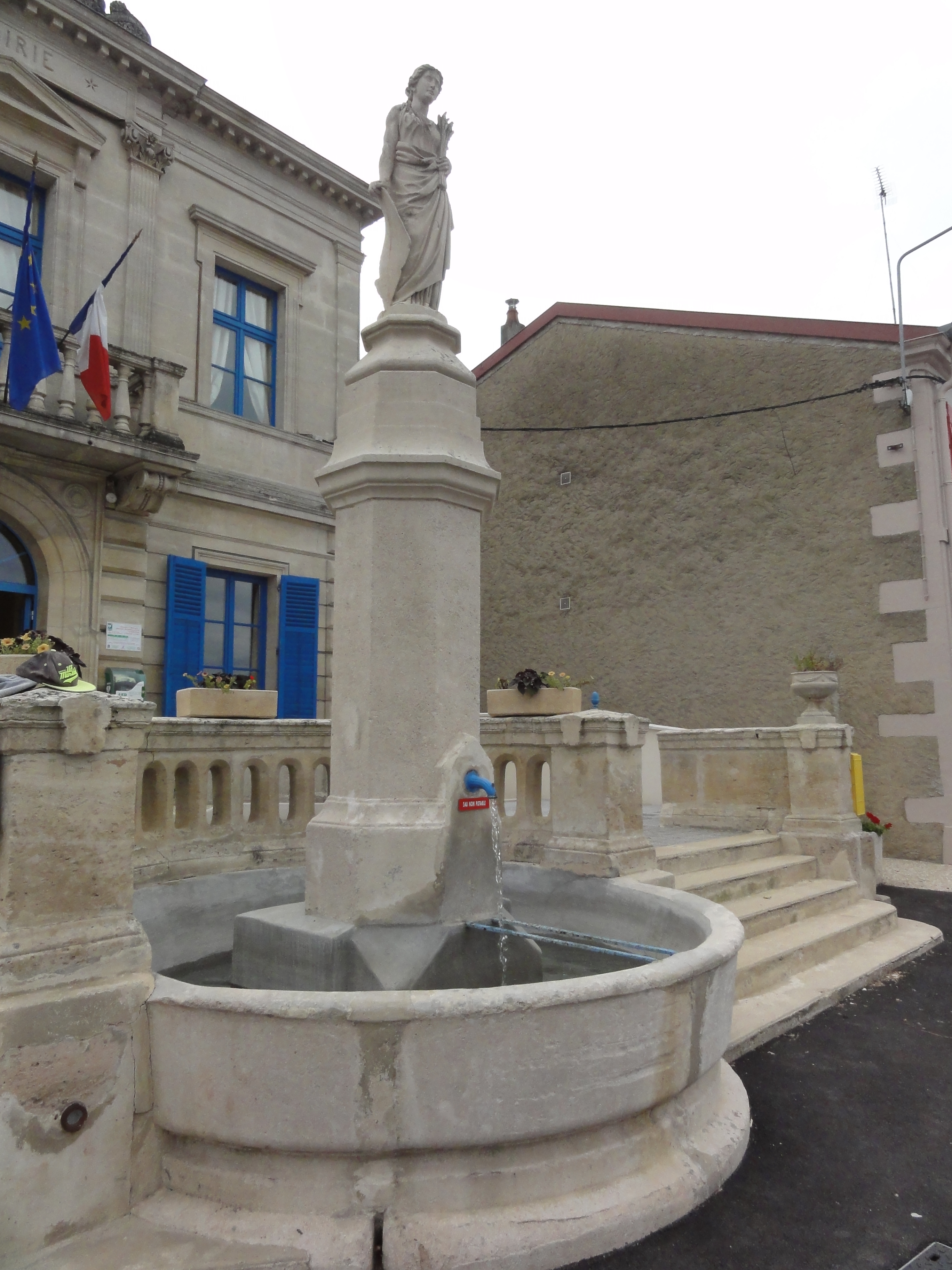
Fontaine devant la mairie.
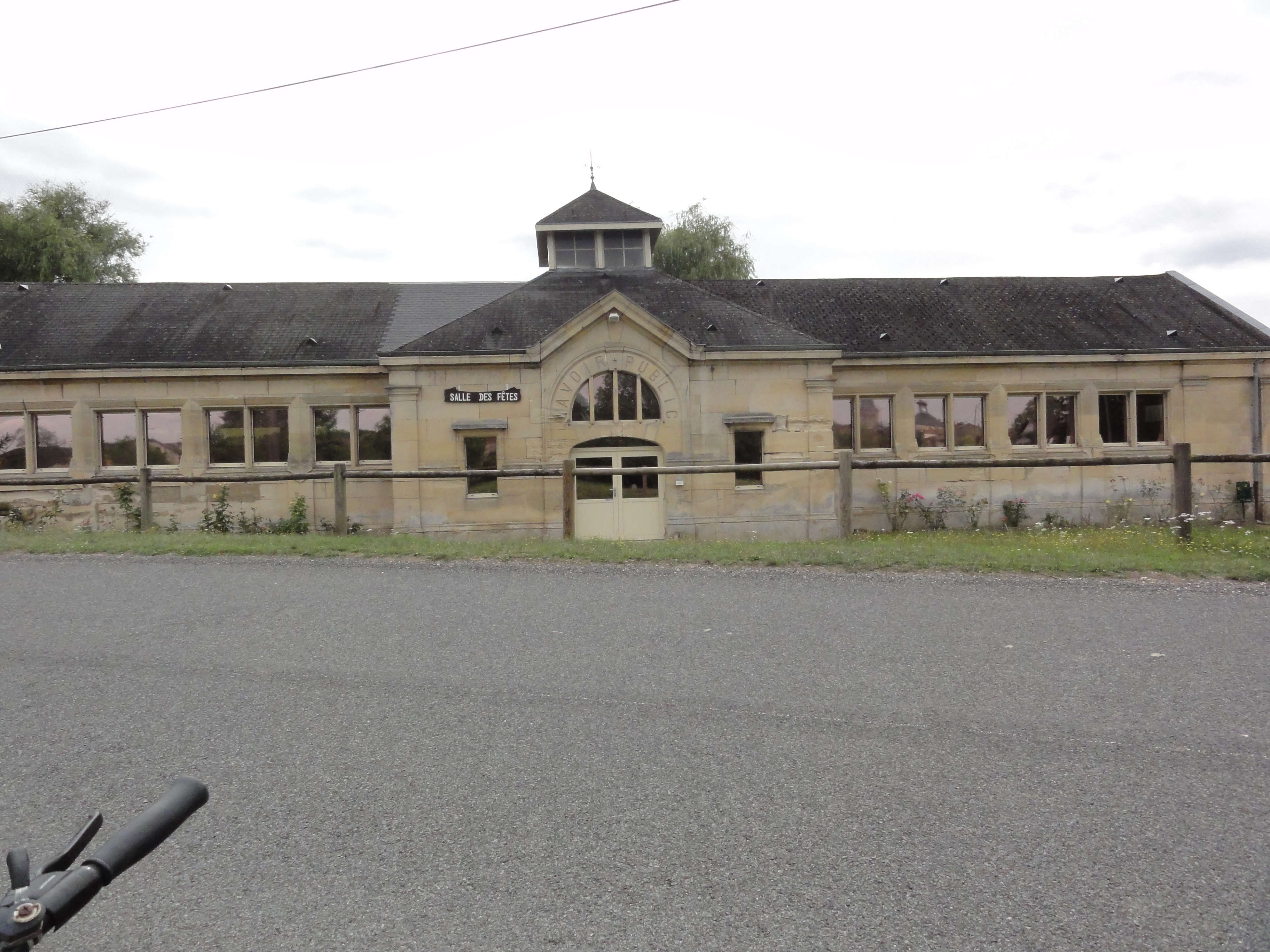
Ancien lavoir public, salle des fêtes.

### Héraldique
| Blason de Neuville-sur-Ornain | Blason  | D'argent au chevron de gueules accompagné de trois aiglettes d'or. |
| Blason de Neuville-sur-Ornain | Détails | Le statut officiel du blason reste à déterminer.                   |